# 온양온천

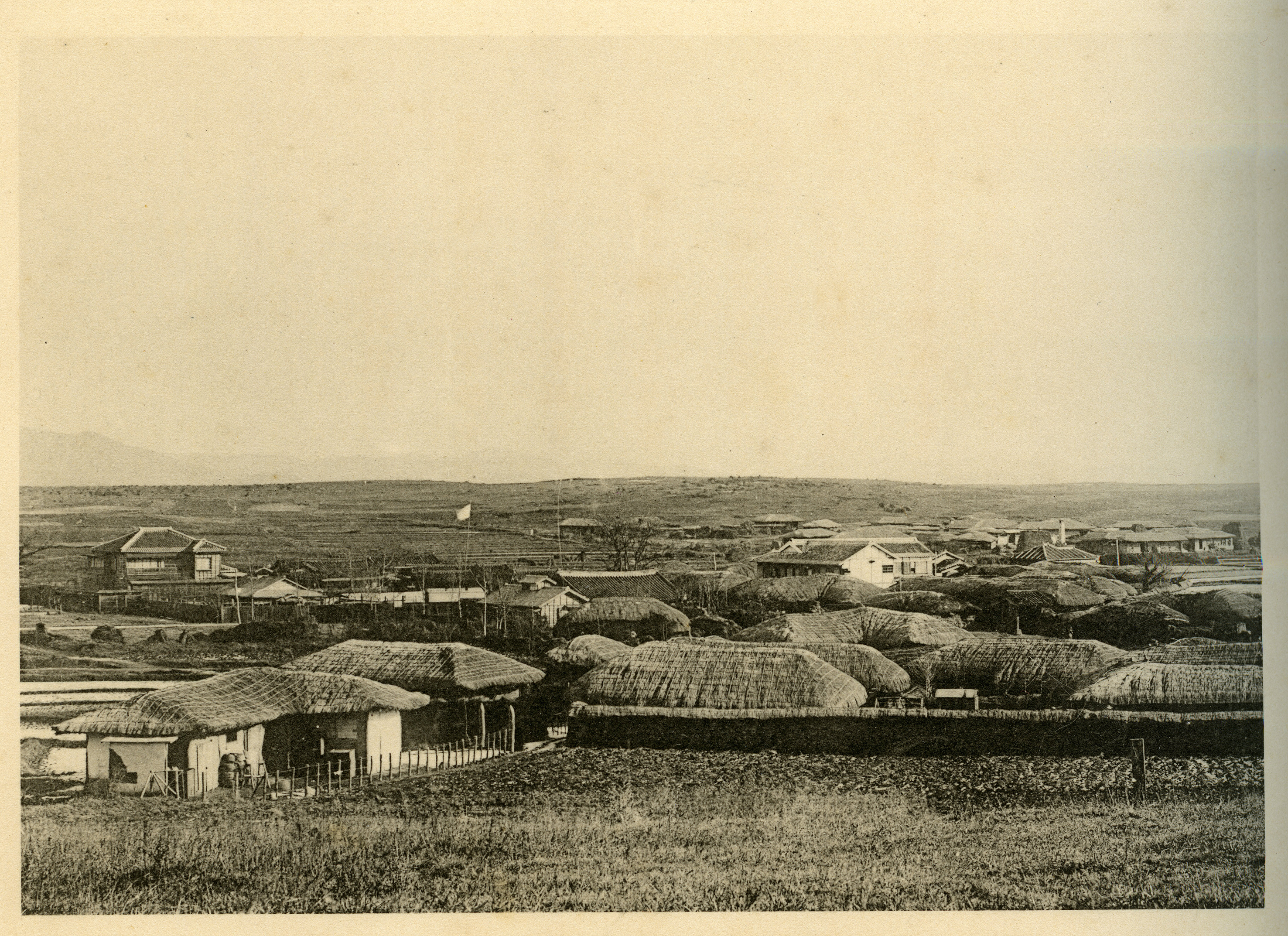
1912년 충남 아산시 온양온천

온양온천(溫陽溫泉)은 충남 아산시 온천동 일원에 위치한, 한국에서 문헌기록상 가장 오래된 온천이다. 시내에 위치해 접근성이 좋다.

## 역사
1,300여 년 전 백제 때에는 탕정군(湯井郡), 신라 때에는 탕정주, 고려시대 때에는 온수군(溫水郡)으로 지칭되었다. 1442년 세종대왕이 온양온천 행차시 온양군으로 개칭된 후 줄곧 온양으로 불리었다. 특히 조선시대에는 세종대왕 15년(1443) 정월에 안질 치료차 행행한 후 현종·숙종·영조·정조 등 여러 임금께서 온궁을 짓고 휴양이나 병의 치료차 머물고 돌아간 사례가 많아 다수의 관련 유적들이 남아 있으며 흥선대원군도 이곳에 욕실을 설비하였던 일이 있다.
현재 38개 공의 온천공이 온양온천 중심부에 걸쳐 있다. 이 온천은 지질이 단상흑운모, 각섬석 화강암으로 되어 있으며 용출되는 온천수의 수온이 57도 내외로 고열온천이다. 온천수의 주요성분은 마니타온을 함유한 라듐온천으로 약알칼리성이다. 수질이 좋고 수량이 풍부할 뿐만 아니라 숙박시설, 상가, 음식점, 유흥업소, 온천수영장 등 주변시설이 잘 발달된 곳이어서 온양온천역 등을 통해 연간 500만 명 이상의 관광객이 찾아오고 있다.

## 시설
온양관광호텔은 온양행궁의 터 위에 세워진 유럽풍의 호텔이다. 대온천탕과 노천탕이 있다. 일제 강점기에 일본인 자본가의 사유재산으로 전락해 철거된 온양행궁의 흔적으로는 영괴대가 있다.
신천탕은 1958년 한국인 최초로 온천공 개발에 성공한 이관형(전 신천개발 대표)이 개업했다.
신정관은 80여년의 전통이 있는 온양온천 제1호 원탕이다.

## 같이 보기
- 아산시
- 온양온천역